# Alice Weidel
Alice Elisabeth Weidel (Gütersloh, 1979. február 6. –) német politikus, aki 2022 júniusa óta Tino Chrupalla mellett a szélsőjobboldali  populista Alternatíva Németországért (AfD) párt társelnöke, 2017 októbere óta a Bundestagban az AfD frakcióvezetője. 
A 2017-es szövetségi parlamenti választáson lett képviselő, ahol Alexander Gauland mellett az AfD listavezetője volt. 2021-ben a szövetségi választáson ismét listavezető volt, Tino Chrupalla mellett. 2020 februárjától 2022 júliusáig az AfD baden-württembergi tartományi szövetségének elnöki posztját töltötte be. 2025 elején a pártja őt választotta első kancellárjelöltjének a februári választásokra.
Pártját a német Szövetségi Alkotmányvédelmi Hivatal (BfV) 2025. május 2-án hivatalosan is „bizonyítottan szélsőjobboldali” szervezetként minősítette. Alice Weidel a döntést  politikai indíttatásúnak nevezte és jogi lépéseket helyezett kilátásba.

## Kezdeti évek, tanulmányok
Alice Weidel Gerhard Weidel kereskedelmi ügynök lánya, a kelet-vesztfáliai Harsewinkelben (Gütersloh járásban) nőtt fel. 1998-ban érettségizett a Christliches Jugenddorfwerk Deutschlands (CJD) gimnáziumban. 1998-ban a Bayreuthi Egyetemen közgazdaságtant és üzleti adminisztrációt tanult, és 2004-ben az évfolyam legjobbjaként végzett. 2005 júliusától 2006 júniusáig, az egyetemi diploma megszerzése után Weidel a Goldman Sachshoz ment dolgozni Frankfurtba, ahol vagyonkezelési elemzőként dolgozott 2005 júliusától 2006 júniusáig. A 2000-es évek végén a Bank of China-nál dolgozott, hat évet élt Kínában. Beszéli a mandarin nyelvet. Ezt követően a Bayreuthi Egyetem jogi és közgazdasági karán Peter Oberender egészségügyi közgazdásszal közösen írt doktori disszertációt a kínai nyugdíjrendszer jövőjéről. 2011-ben summa cum laude minősítéssel doktorált. A Konrad Adenauer Alapítvány tehetséges diákoknak kiírt ösztöndíja finanszírozta doktori tanulmányait.
2011 márciusától 2013 májusáig az Allianz Global Investorsnál kapott munkát Frankfurtban. 2014 után szabadúszó üzleti tanácsadóként dolgozott. 2015-ben a Rocket Internet és a Foodora számára végzett munkát. Weidel tagja a Friedrich A. von Hayek Társaságnak.

## Út az AfD társelnökségéig
Weidel 2013 októberében lépett be az AfD Baden-Württembergbe, 2015 júliusában pedig beválasztották az AfD szövetségi elnökségébe.
A 2016-os baden-württembergi tartományi választásokon sikertelenül indult a Bodensee tartományi választókerület jelöltjeként; 2017. március elején, a Sulz am Neckarban tartott tartományi pártkongresszuson 209 szavazattal 224 ellenében alulmaradt Ralf Özkara ellen a tartományi elnöki székért folyó szavazás második fordulóban. 2017 áprilisában az AfD kölni szövetségi pártkongresszusán Weidel a 2017-es szövetségi választásokon a szavazatok 67,7 százalékával a 2017-es szövetségi választások listavezetőjévé választották, az akkor még pártelnök-helyettes Alexander Gaulanddal együtt.
Weidel 2017. szeptember 26-tól négy éven át Alexander Gaulanddal együtt az AfD parlamenti frakciójának társelnöke volt. 2017. december 3-án az AfD szövetségi pártkongresszusa Hannoverben megerősítette őt a szövetségi elnökség tagjaként.
2019. november 30-án Weidel az AfD braunschweigi szövetségi pártkongresszusán megválasztották pártja három helyettes szövetségi szóvivője egyikévé.
Az AfD Baden-Württemberg tartományi pártkongresszusán Böblingenben 2020. február 15-én a tartományi szövetség elnökévé választották.

## Az AfD élén
2021. május 25-én a párton belüli szavazáson Weidelt és Chrupallát választották meg a Bundestagba az AfD frakcióvezetőinek a szavazatok 71 százalékával.
Az Alternatíva Németországért a 2021. szeptember 26-án tartott német szövetségi választáson a szavazatok 10,3%-át szerezte meg. Az AfD ezúttal az ötödik legerősebb pártként vonult be a Bundestagba 83 képviselőhelyet tudva a magáénak, tizeneggyel kevesebbel, mint 2017-ben.
2022. június 18-án a szászországi Riesában tartott pártkongresszuson a küldöttek a kettős pártvezetés mellett döntöttek. Tino Chrupalla és Alice Weidel számítottak favoritnak az AfD vezetésére: egy keleti férfi és egy nyugati nő, akik a Bundestagban már együtt vezették a frakciót. A párt már egy évvel korábban egy előszavazáson is őket tette meg a csúcsjelölti duónak. Végül a társelnökség kérdésében a küldöttek 53 százaléka szavazott bizalmat Tino Chrupallának, míg 67 százalékuk Alice Weidelnek. Ekkortól társelnökökként már az egész pártot ők ketten vezették.

## Tartományi– és szövetségi választási sikerek
Alice Weidel pártja a 2024. szeptember 1-jei türingiai tartományi választáson 32,8 százalékot ért el, és ezzel a párt életében először szerzett első helyet egy tartományi választáson. Az AfD a szászországi tartományi választáson 30,6 százalékot, míg a szeptember 22-i brandenburgi tartományi választáson 29,2 százalékot ért el, és ezekkel az eredményekkel a másik két kelet-német tartományban második lett. Weidelék pártja ezekkel az eredményekkel jócskán megelőzte a kormányzó közlekedésilámpa-koalíció történelmi pártjai közül a Zöldeket és az FDP-t, valamint Brandenburg kivételével az SPD-t is.
Az AfD eredményei a 2024 szeptemberi kelet-németországi választásokon a főbb pártokkal összehasonlítva.
| Párt   | Türingia (%) | Szászország (%) | Brandenburg (%) |
| ------ | ------------ | --------------- | --------------- |
| AfD    | 32,8%        | 30,6%           | 29,2%           |
| CDU:   | 23,6%        | 31,9%           | 12,1%           |
| BSW    | 15,8%        | 11,8%           | 13,5%           |
| SPD    | 6,1%         | 7,3%            | 30,9%           |
| Zöldek | 3,2%         | 5,1%            | 4,1%            |
| FDP    | 1,1%         | 0,9%            | –               |

A 2025. február 23-án tartott előrehozott német szövetségi választáson az AfD Alice Weidellel az élen történelmi eredményt ért el: a szavazatok 20,8%-át szerezte meg, ezzel a második legerősebb párttá vált a Bundestagban. Ez jelentős előrelépés volt a 2021-es választáshoz képest. Az AfD 152 képviselői helyet szerzett, ami 69-cel több, mint az előző ciklusban.

## Politikai nézetek

### Európai Unió
Weidel támogatja Németország további tagságát az Európai Unióban; ugyanakkor felszólított a gazdaságilag gyenge államok, például Görögország kilépésére. A német EU-tagsággal kapcsolatos álláspontja ellenére úgy véli, hogy Németországnak ki kellene lépnie az eurózónából.

### Migráció
Weidel bírálta Angela Merkel migrációs politikáját, kijelentve, hogy "az országot tönkreteszi ez a bevándorlási politika. Donald Trump azt mondta, hogy Merkel őrült, és ezzel teljesen egyetértek. Ez egy teljesen értelmetlen politika, amit itt követnek." Felszólította a német kormányt, hogy fektessen be "különleges gazdasági övezetekbe" a Közel-Keleten, hogy ösztönözze a tanult és képzett embereket, hogy hazájukban maradjanak, és elkerüljék az agyelszívás lehetőségét, de azt is mondta, hogy támogatja a "kanadai típusú rendszert", amely a képzett bevándorlókat előnyben részesíti a képzetlenekkel szemben.

### Ukrajna elleni orosz invázió
Az ukrajnai elleni orosz invázióval kapcsolatban Weidel 2022 októberében azt mondta, hogy az AfD "Hazánk az első" szlogenje" nem egy általános értékalapú külpolitikát, hanem "hazánk érdekvezérelt külpolitikáját" követeli meg. Németország a szankciós politikájával saját magát teszi tönkre, és a nagyhatalmak között őrlődik. Weidel szerint az igazán nagy vesztes nem Oroszország vagy Ukrajna, hanem Németország lesz, mivel Németország ellen gazdasági háborút folytatnak. Az orosz támadás a nemzetközi jog szerint jogellenes volt, de ebbe a konfliktusba nem szabad beavatkozni, mert amit ez végső soron Ukrajna és Oroszország számára jelent a területi felosztás szempontjából, az egyáltalán nem az ő ügyük. Putyin háborús bűnösként való bíróság elé állítása teljesen irreális elképzelés Weidel szerint. A háborús cselekményeket meg kell állítani, és Ukrajnát is felelősségre kell vonni, mert "nem fogadható el, hogy a Nyugat gondolkodás nélkül maximálisan teljesíti  az ukránok  követeléseit.

### Gazdasági kérdések

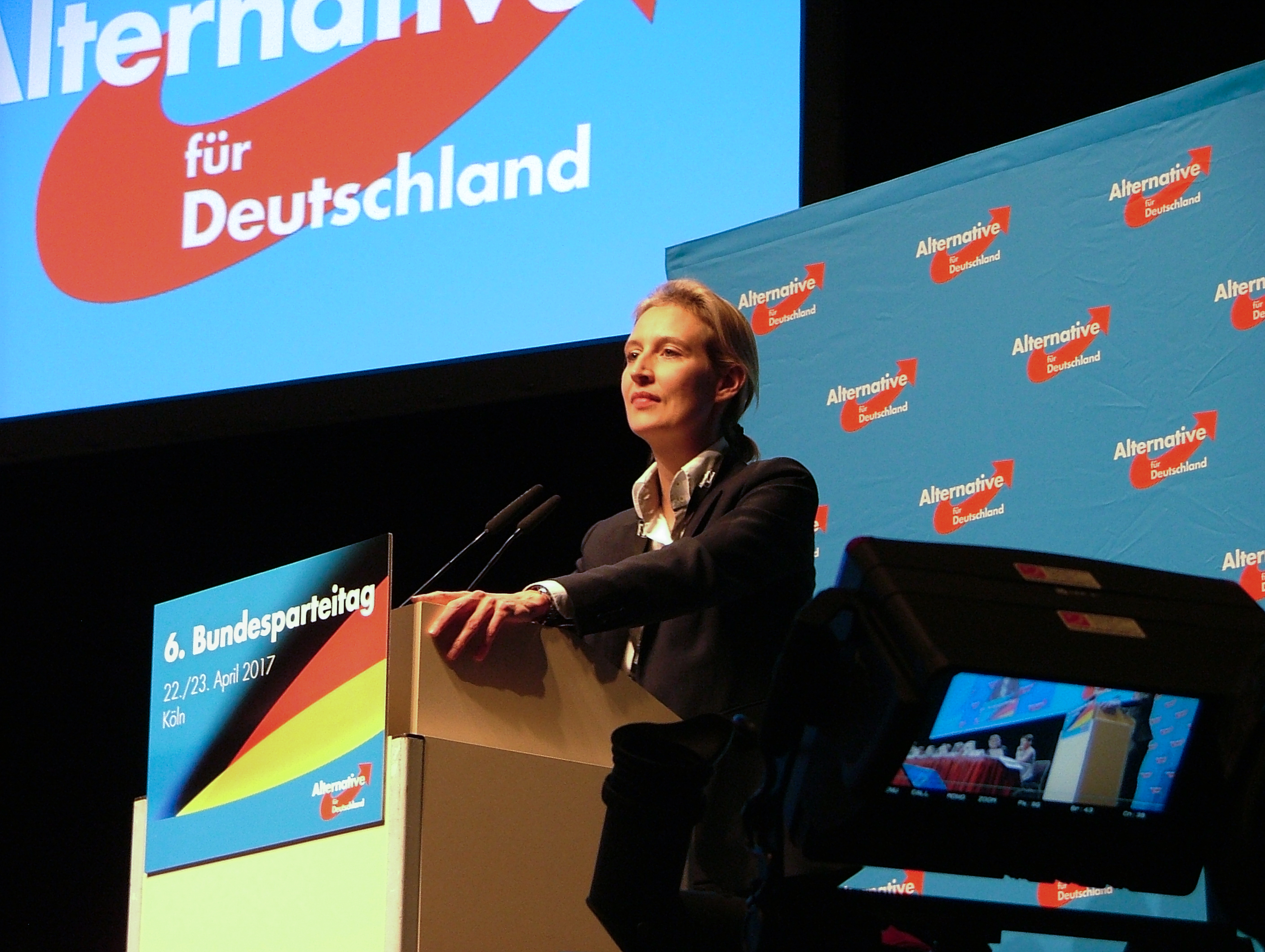
Alice Weidel az AfD szövetségi pártkonferencián Kölnben 2017. április 23-án

Határozottan védelmezi a gazdasági liberalizmust, és Margaret Thatcher volt brit miniszterelnököt tekinti példaképének.
Adócsökkentést akar, az örökösödési adó eltörlését és ellenzi a minimálbért.

### Környezetvédelem
Kétségeinek adott hangot a globális felmelegedéssel kapcsolatban.

### Vallás
2017 végén Weidel azzal vádolta a katolikus egyházat és a Németországi Evangélikus Egyházat, hogy ugyanazt a dicstelen szerepet játsszák, mint a Harmadik Birodalomban, mindkét egyházat "alaposan átpolitizálták, kijelentette, hogy az AfD "az egyetlen keresztény párt, amely még létezik" Németországban. Ezeket a kijelentéseket a katolikus Német Püspöki Konferencia és az evangélikus egyház is visszautasította.

### Politikai korrektség (PC)
Alice Weidel a 2017-es Bundestag-választáson való listavezetővé jelölése után azt mondta, hogy az úgynevezett politikai korrektség a "történelem szemétdombjára való." Christian Ehring humoralista ezt a kijelentését felkapta, és az extra 3 című szatirikus műsorban így gúnyolta ki: "Igen, vessünk véget a politikai korrektségnek. Legyünk mindannyian inkorrektek. A náci ribancnak mégiscsak igaza van. Ez elég inkorrekt volt? Remélem, igen." Az AfD "sértőnek és rágalmazónak" nevezte Ehring kijelentését, és bejelentette, hogy jogi lépéseket fontolgat. Weidel birósági eljárás iránti kérelmét az NDR ellen a hamburgi tartományi bíróság elutasította.

### LMBT-kérdések
Weidel kijelentette, hogy ellenzi a szexuális témák pubertáskor előtti taglalását, mondván, hogy "nem akarom, hogy bárki a nemi idiotizmusával a gyermekeim közelébe jöjjön.
Az azonos neműek házasságának legalizálását is ellenzi, mondván, hogy támogatja a "hagyományos család" védelmét, ugyanakkor "más életstílusokat" is elfogad. kijelentette, hogy támogatja a meleg és leszbikus párok élettársi kapcsolatát, hozzátéve, hogy ő maga is leszbikus és élettársi kapcsolatban él egy másik nővel.

## Magánélete
Weidel megosztva Berlinben és a svájci Einsiedelnben él.
Leszbikus. 2009 óta kapcsolatban él egy másik nővel, Sarah Bossarddal, aki Srí Lankáról származik, és filmproducerként dolgozik. Később polgári házasságot is kötött vele.
Weidelnek és Bossardnak két közös gyermeke van: mindketten fiúk, akiket örökbe fogadtak.

## Bibliográfia
- Widerworte. Gedanken über Deutschland. Plassen Verlag, Kulmbach 2019, ISBN 978-3-86470-631-8
- Das Rentensystem der Volksrepublik China. Reformoptionen aus ordnungstheoretischer Sicht zur Erhöhung der Risikoresistenz (= Schriften zur Nationalökonomie. Band 60). Verlag P.C.O., Bayreuth 2011, ISBN 978-3-941678-25-5.
- Der Euro ist kein Integrationsvehikel für Europa. In: Georg Rüter, Patrick Da-Cruz, Philipp Schwegel (Hrsg.): Gesundheitsökonomie und Wirtschaftspolitik. Festschrift zum 70. Geburtstag von Prof. Dr. Dr. h. c. Peter Oberender. Lucius & Lucius, Stuttgart 2011, ISBN 3-8282-0543-7, S. 188–200.
- Chinas Bankensystem im Umbruch: Reformnotwendigkeiten aus ordnungspolitischer Sicht. In: Peter Oberender und Jochen Fleischmann (Hrsg.): China im Aufbruch. Hintergründe und Perspektiven eines Systemwandels. Verlag PCO, Bayreuth 2004, S. 251–270, ISBN 978-3-936299-32-8.